# イエニカレ
イエニカレ（ウクライナ語: Єні-Кале、ロシア語: Еникале、トルコ語: YeniKale、クリミア・タタール語: Yeñi Qale / Енъи Къалеは、クリミア半島ケルチのケルチ海峡沿岸にある要塞である。

## 歴史
イエニカレは、1699年から1706年にかけてクリミア・ハン国に属したケルチ半島にオスマン・トルコ人の手で建てられた。その名前はトルコ語で新しい城（yeni - new；kale - castle）を意味するYeniKaleから来ている。要塞はゴロッポ（Goloppo）と呼ばれる人物の助言の下で建てられ、この人物はイスラム教に改心したイタリア人であった。また、数名のフランス人技術者も工事に参加していた。
イエニカレは強力な大砲を装備し、ケルチ半島沿岸における重要な戦略拠点にあった。要塞は広さ25,000m2の領域を占有し、2棟の火薬倉庫、武器庫、貯水池、住居、公衆浴場、およびモスクを有していた。800人のトルコ人兵士と300人のクリミア・タタール人兵士がイエニカレの守護に就いた。この要塞の弱点は領域内での飲料水不足だったので、要塞から数kmのところにある水源から水を供給させるための地下水脈を造成した。イエニカレはまたパシャと呼ばれる高級軍人の住宅としての役目も果たした。
1768年から1774年までロシア帝国とオスマン帝国との間で勃発した露土戦争の最中の1771年、ロシア軍は夏のクリミア半島に侵攻した。事前にオスマン帝国からの補強が届いたとはいえ、トルコ軍はイエニカレから去ることを決めた。ニコライ・ボルゾフ軍司令官の指揮下におけるロシアの部隊は1771年7月21日に要塞に突入した。イエニカレの司令官であるアバザ・モハメド・パシャ（Abaza Muhammad Pasa）はトルコ北部のスィノプ県の県都であるスィノプに逃亡し、オスマン帝国皇帝は軍部における多くの失敗を受けて彼に死刑を宣告した。
1774年、現在のブルガリア北部のカイナルジャにおいてキュチュク・カイナルジ条約が締結された後、ケルチとイエニカレの要塞はロシアに割譲された。要塞はタヴリダ県の地方自治体であるケルチ＝イエニカレの一部となった。
19世紀になって、要塞は軍病院としてロシア人に利用された。1880年代以降、イエニカレは完全に放棄された。
今日において、イエニカレの遺構には旅行者がよく訪れる。ケルチの近隣地区もイエニカレと名付けられている。

## ギャラリー

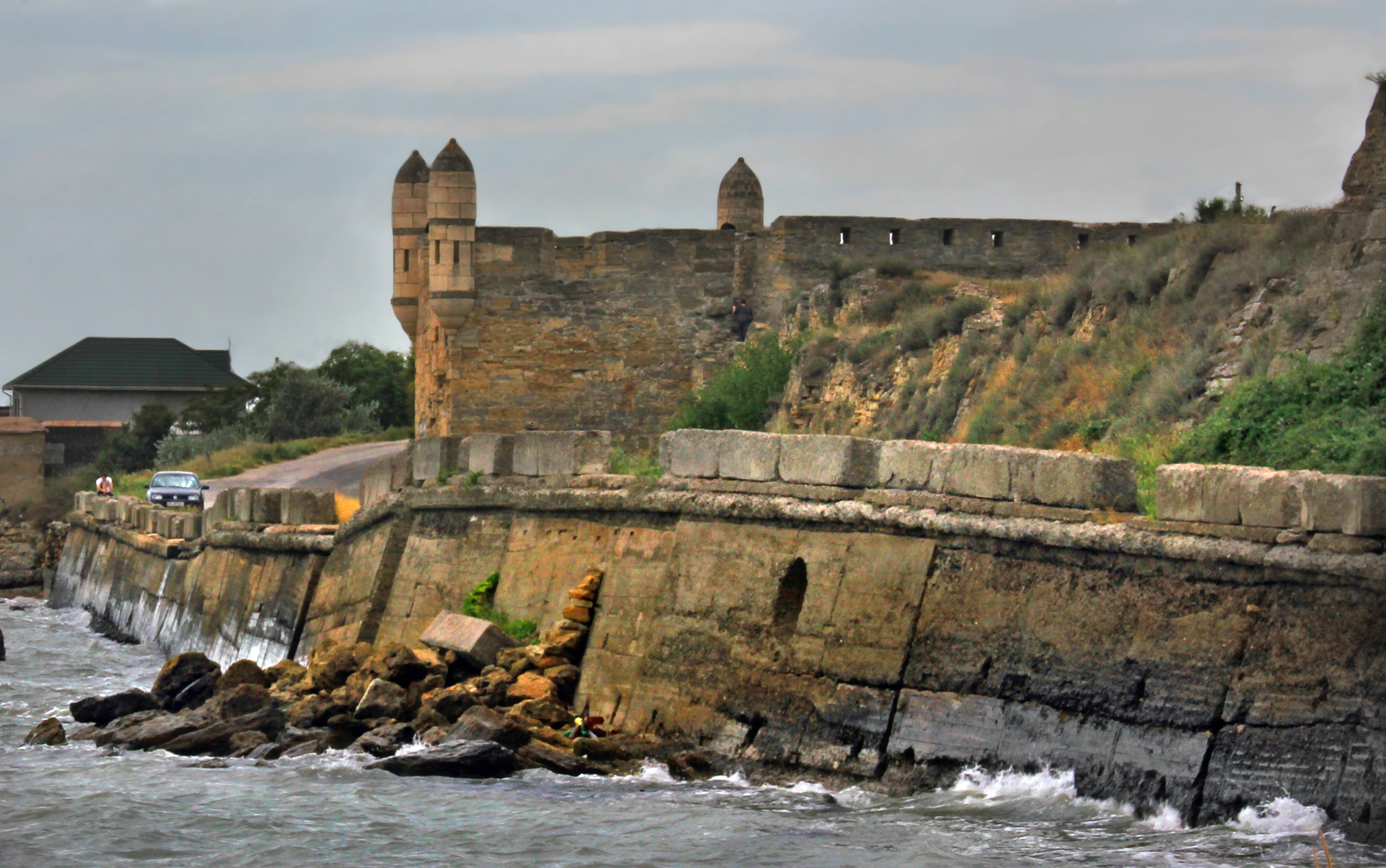
ウクライナのクリミア半島ケルチにあるイエニカレ要塞
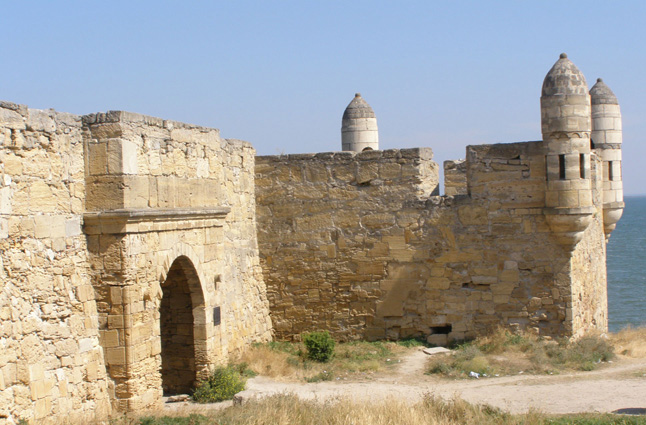
イエニカレ要塞の南門
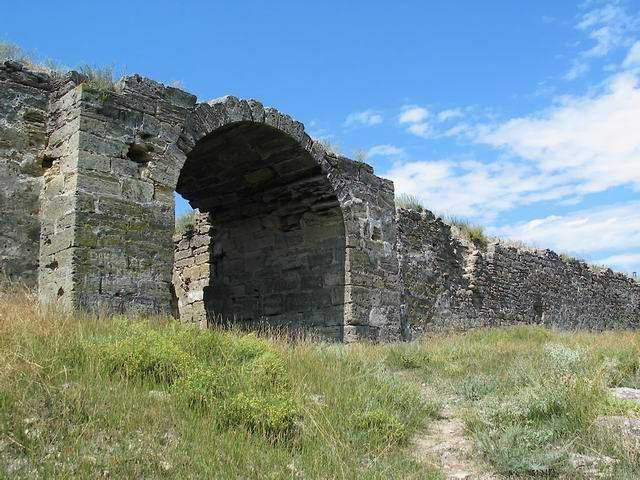
イエニカレ要塞の北壁
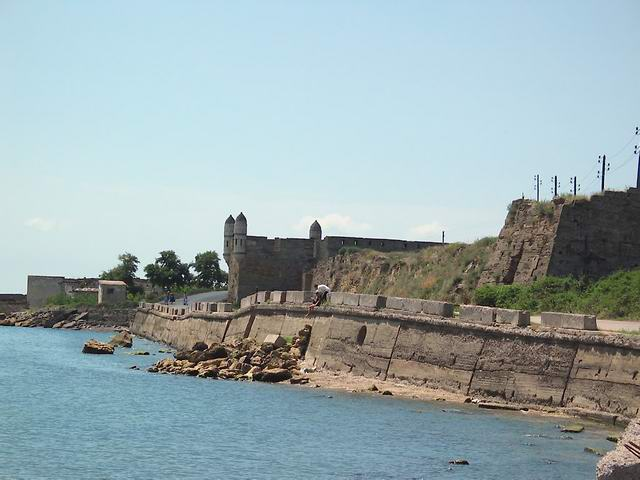
イエニカレ要塞の沿岸地帯
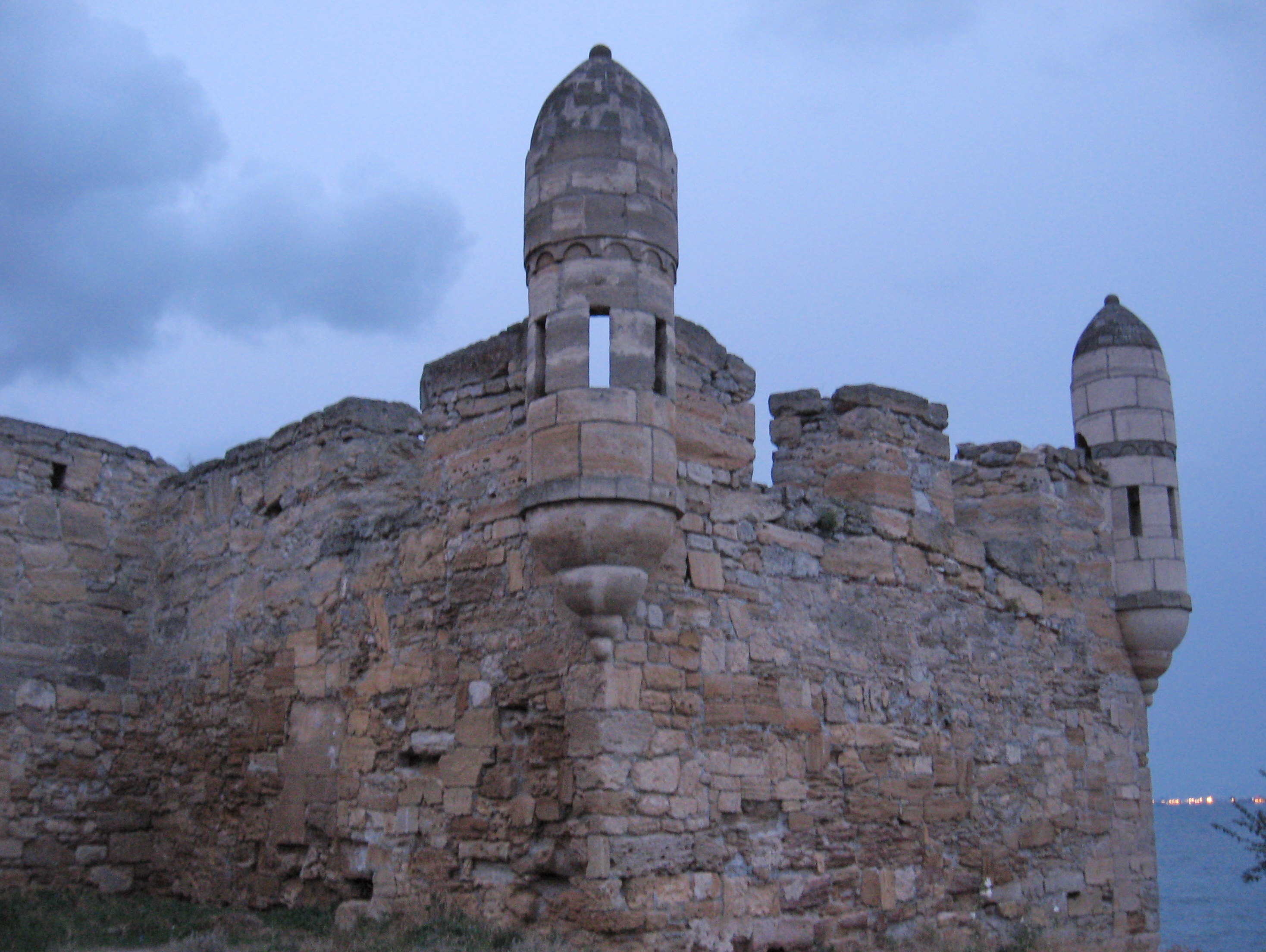
トルコ式要塞
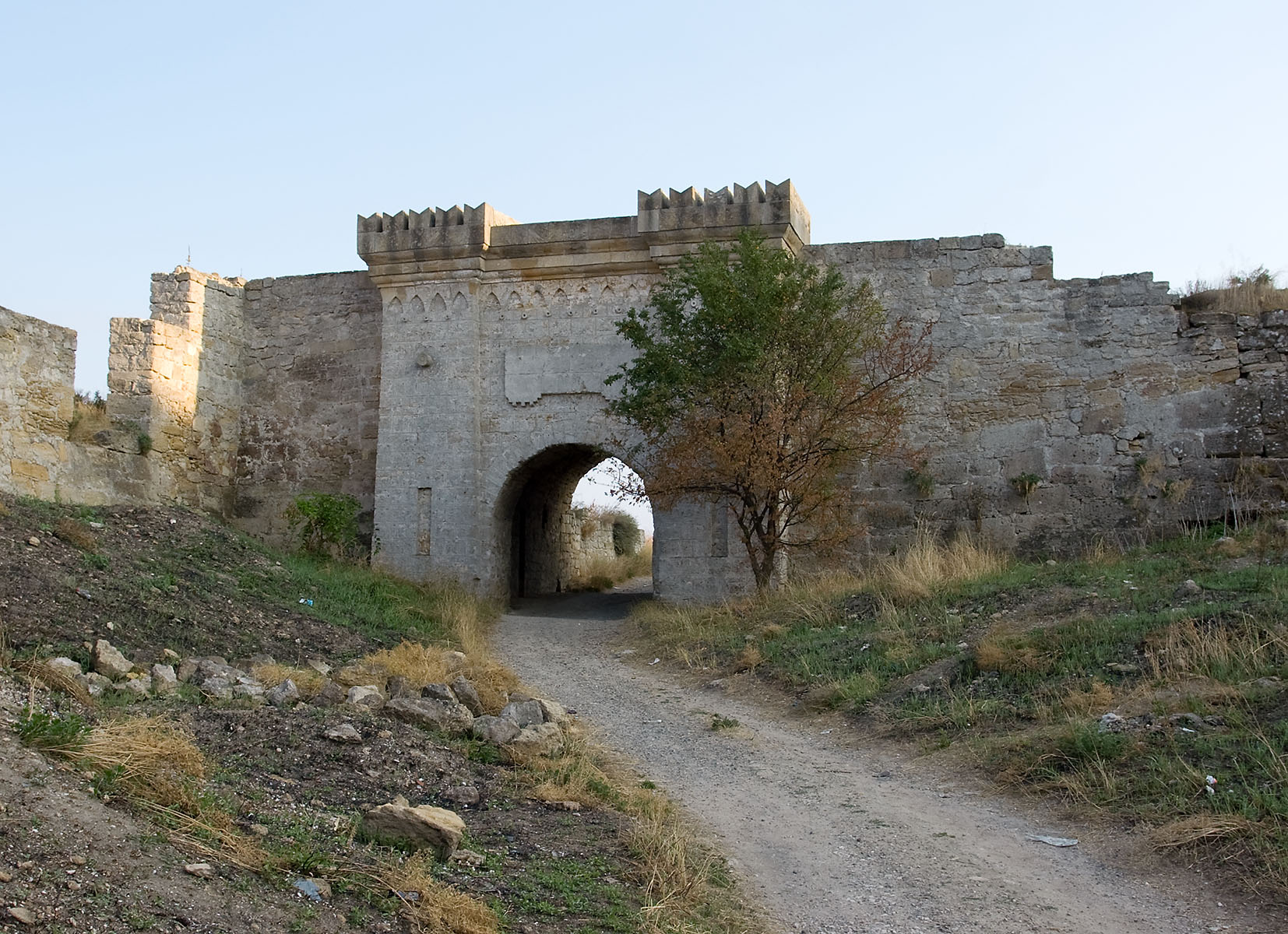
東門